# Elymnias edela
Elymnias edela är en fjärilsart som beskrevs av Hans Fruhstorfer 1907. Elymnias edela ingår i släktet Elymnias och familjen praktfjärilar. Inga underarter finns listade i Catalogue of Life.